# West Indies Cricket Team in Pakistan in der Saison 2024/25
Die Tour des West Indies Cricket Teams nach Pakistan in der Saison 2024/25 fand vom 17. bis zum 27. Januar 2024 statt. Die internationale Cricket-Tour war Bestandteil der Internationalen Cricket-Saison 2024/25 und umfasste zwei Tests. Diese waren Teil der ICC World Test Championship 2023–2025. Die Serie endete mit einem 1–1 unentschieden.

## Vorgeschichte
Pakistan bestritt zuvor eine Tour in Südafrika und die West Indies eine ebensolche gegen Bangladesch.
Das letzte Aufeinandertreffen der beiden Mannschaften bei einer Tour fand in der Saison 2022 in Pakistan statt.

## Stadien
Die folgenden Stadien wurden für die Tour als Austragungsort vorgesehen und am 5. Juli 2024 bekanntgegeben.
| Stadion                | Stadt   | Kapazität | Spiele  |
| ---------------------- | ------- | --------- | ------- |
| National Stadium       | Karachi | 34.228    | 1. Test |
| Multan Cricket Stadium | Multan  | 30.000    | 2. Test |

## Kaderlisten
Die West Indies benannten ihren Kader am 23. Dezember 2024.
Pakistan benannte seinen Kader am 11. Januar 2025.
| Test | Test |
| Pakistan | West Indies |
| --- | --- |
| - Shan Masood (K) - Saud Shakeel (VK) - Abrar Ahmed - Babar Azam - Imam-ul-Haq - Kamran Ghulam - Kashif Ali - Khurram Shahzad - Mohammad Ali - Mohammad Huraira - Mohammad Rizwan (wk) - Noman Ali - Rohail Nazir (wk) - Sajid Khan - Salman Ali Agha | - Kraigg Brathwaite (K) - Joshua Da Silva (VK, wk) - Alick Athanaze - Keacy Carty - Justin Greaves - Kavem Hodge - Tevin Imlach (wk) - Amir Jangoo (wk) - Mikyle Louis - Gudakesh Motie - Anderson Phillip - Kemar Roach - Jayden Seales - Kevin Sinclair - Jomel Warrican |

## Tour Match
| 10. – 12. Januar Scorecard | Islamabad (ICG) | West Indies 346-8d (90) & 177-5d (40) | – | Pakistan Shaheens 212-9d (58) & 128-2 (30) |
|                            |                 | Remis                                 |   |                                            |

## Tests

### Erster Test in Karachi
| 17. – 19. Januar Scorecard | Karachi | Pakistan 230 (68.5) & 157 (46.4) | – | West Indies 137 (25.2) & 123 (36.3) |
|                            |         | Pakistan gewinnt mit 127 Runs    |   |                                     |

Auf Grund von schlechtem Wetter begann das Spiel verspätet. Pakistan gewann den Münzwurf und entschied sich als Schlagmannschaft zu beginnen. Der pakistanische Eröffnungs-Batter Shan Masood erzielte 11 Runs, bevor Saud Shakeel und Mohammad Rizwan eine Partnerschaft formten, die beim Stand von 143/4 aufgrund schlechter Lichtverhältnisse für den Tag endete. Am zweiten Spieltag schied Shakeel nach einem Fifty über 84 Runs aus und Rizwan erreichte ebenfalls ein Fifty über 71 Runs. Sajid Khan verlor dann das letzte Wicket nach 18 Runs, womit das innings nach 230 Runs endete. Beste Bowler der West Indies waren Jayden Seales mit 3 Wickets für 27 Run und Jomel Warrican mit 3 Wickets für 69 Runs. Für die West Indies erzielte Eröffnungs-Batter Kraigg Brathwaite 11 Runs. Es dauerte bis zum hineinkommen von Kevin Sinclair und Gudakesh Motie, bis sich eine weitere Partnerschaft formte. Sinclair erreichte 11 Runs und wurde gefolgt von Jomel Warrican. Motie schied nach 19 Runs aus, bevor Jayden Seales das letzte Wicket des Innings nach 22 Runs verlor und so ein Rückstand von 93 Runs nach dem ersten Innings feststand. Warrican hatte bis dahin 31* Runs erreicht. Beste pakistanische Bowler waren Noman Ali mit 5 Wickets für 39 Runs und Sajid Khan mit 4 Wickets für 65 Runs. Für Pakistan formten in ihrem zweiten Innings die Eröffnungs-Batter Shan Masood und Muhammad Hurraira eine Partnerschaft. Hurraira gelangen 29 Runs und als Kamran Ghulam aufs Feld kam, endete der Tag beim Stand von 109/3. Am dritten Spieltag schied Masood nach einem Fifty über 52 Runs aus und als Salman Agha ins Spiel kam, verlor auch Ghulam sein Wicket nach 27 Runs. Agha verlor das letzte Wicket des Innings nach 14 Runs, womit er die Vorgabe für die West Indies auf 251 Runs festsetze. Für die West Indies begannen im zweiten Innings Kraigg Brathwaite und Mikyle Louis. Brathwaite erreichte 12 Runs und Mikyle Louis 13 Runs. Daraufhin folgte Alick Athanaze an dessen Seite Tevin Imlach 14 und Kevin Sinclair 10 Runs erreichten. Athanaze schied nach einem Fifty über 55 Runs aus und kurz darauf stand die Niederlage der West Indies fest. Beste pakistanische Bowler waren Sajid Khan mit 5 Wickets für 50 Runs und Abrar Ahmed mit 4 Wickets für 27 Runs. Als Spieler des Spiels wurde Sajid Khan ausgezeichnet.

### Zweiter Test in Multan
| 24. – 27. Januar Scorecard | Multan | West Indies 163 (41.4) & 244 (66.1) | – | Pakistan 154 (47) & 133 (44) |
|                            |        | West Indies gewinnt mit 120 Runs    |   |                              |

Die West Indies gewannen den Münzwurf und entschieden sich als Schlagmannschaft zu beginnen. Sie verloren früh drei Wickets, bevor Kavem Hodge ins Spiel kam und in der Folge mit Gudakesh Motie eine Partnerschaft formte. Hodge erreichte 21 Runs und der ihm folgende Kemar Roach 25 weitere. Dieser wurde durch Jomel Warrican gefolgt und als Motie nach einem Fifty über 55 Runs das letzte Wicket des Innings verlor, hatte Warrican 36* Runs erreicht. Bester pakistanischer Bowler war Noman Ali mit 6 Wickets für 41 Runs. Für Pakistan erzielte Eröffnungs-Batter Shan Masood 15 Run, bevor Kamran Ghulam und Saud Shakeel eine Partnerschaft formten. Ghulam erreichte 16 Runs und wurde durch Mohammad Rizwan ersetzt. Shakeel erzielte 32 Runs und Rizwan 49 Runs. Bis zum Ende des Innings konnte Sajid Khan 16 Runs beisteuern und so den Rückstand auf 9 Runs verkürzen. Daraufhin endete auch der Tag. Beste Bowler für die West Indies waren Jomel Warrican mit 4 Wickets für 43 Runs und Gudakesh Motie mit 3 Wickets für 49 Runs. Am zweiten Spieltag bildete Eröffnungs-Batter Kraigg Brathwaite zusammen mit dem dritten Schlagmann Amir Jangoo eine Partnerschaft. Brathwaite konnte ein Fifty über 52 Runs erreichen und wurde gefolgt durch Kavem Hodge. Jangoo gelangen 30 Runs und Hodge 15 Runs. Ihnen folgte eine Partnerschaft zwischen Justin Greaves und Tevin Imlach. Greaves erzielte 10 Runs und wurde durch Kevin Sinclair ersetzt, dem 28 Runs gelangen. Daraufhin kam Gudakesh Motie ins Spiel und nachdem Imlack 35 Runs erzielte, folgte ihm Jomel Warrican. Motie und Warrican erzielten jeweils 18 Runs, womit das Innings mit einer Vorgabe von 254 Runs für Pakistan endete. Beste pakistanische Bowler waren Sajid Khan mit 4 Wickets für 76 Runs und Noman Ali mit 4 Wickets für 80 Runs. Pakistan verlor früh seine Eröffnungs-Batter, woraufhin Babar Azam und Kamran Ghulam eine Partnerschaft formten. Ghulam erreichte 19 Runs und wurde durch Saud Shakeel gefolgt. Azam erreichte 31 Runs und der Tag endete beim Stand von 76/4. Am dritten Tag schied Shakeel nach 13 Runs aus, woraufhin Mohammad Rizwan und Salman Agha eine weitere Partnerschaft bildeten. Agha gelangen 15 Runs und Rizwan 25 Runs, bevor kurz darauf das Spiel mit einer Niederlage Pakistans endete. Beste Bowler der West indies war Jomel Warrican mit 5 Wickets für 27 Runs und Kevin Sinclair mit 3 Wickets für 61 Runs.

## Auszeichnungen

### Player of the Series
Als Player of the Series wurden der folgende Spieler ausgezeichnet.
| Serie | Player of the Series |
| ----- | -------------------- |
| Test  | Jomel Warrican       |

### Player of the Match
Als Player of the Match wurden die folgenden Spielerinnen ausgezeichnet.
| Spiel   | Player of the Match |
| ------- | ------------------- |
| 1. Test | Sajid Khan          |
| 2. Test | Jomel Warrican      |